# Discografia de Death (banda)
Este anexo lista a discografia da banda estadunidense de death metal Death.

## Discografia

### Álbuns de estúdio
| Ano                                             | Detalhes | Maior posição nas paradas | Maior posição nas paradas | Maior posição nas paradas | Maior posição nas paradas | Vendas        |
| Ano                                             | Detalhes | EUA Heat.                 | AUT                       | GER                       | NLD                       | Vendas        |
| ----------------------------------------------- | --- | ------------------------- | ------------------------- | ------------------------- | ------------------------- | ------------- |
| 1987                                            | Scream Bloody Gore - Lançamento: 25 de maio de 1987 - Gravadora: Combat (8146) - Formato: CD, CS, LP                     | —                         | —                         | —                         | —                         |               |
| 1988                                            | Leprosy - Lançamento: 16 de novembro de 1988 - Gravadora: Combat (8248) - Formato: CD, CS, LP                            | —                         | —                         | —                         | —                         |               |
| 1990                                            | Spiritual Healing - Lançamento: 16 de fevereiro de 1990 - Gravadora: Combat (2011) - Formato: CD, CS, LP                 | —                         | —                         | —                         | 63                        |               |
| 1991                                            | Human - Lançamento: 22 de outubro de 1991 - Gravadora: Combat (2036) - Formato: CD, LP                                   | 34                        | —                         | —                         | —                         | EUA: 100.000+ |
| 1993                                            | Individual Thought Patterns - Lançamento: 15 de junho de 1993 - Gravadora: Roadrunner (90792) - Formato: CD, CS, LP      | 30                        | —                         | —                         | 86                        |               |
| 1995                                            | Symbolic - Lançamento: 21 de março de 1995 - Gravadora: Roadrunner (8957) - Formato: CD, LP                              | —                         | —                         | —                         | 68                        |               |
| 1998                                            | The Sound of Perseverance - Lançamento: 15 de setembro de 1998 - Gravadora: Nuclear Blast (6337) - Formato: CD, DualDisc | 47                        | 35                        | 60                        | 93                        | EUA: 34.000+  |
| "—" significa que não teve posição nas paradas. | |                           |                           |                           |                           |               |

### Álbuns ao vivo
| Ano  | Detalhes                                                                                                |
| ---- | --- |
| 2001 | Live in L.A. (Death & Raw) - Lançamento: 16 de outubro de 2001 - Gravadora: Nuclear Blast - Formato: CD |
| 2001 | Live in Eindhoven - Lançamento: 30 de outubro de 2001 - Gravadora: Nuclear Blast - Formato: CD (+DVD)   |
| 2005 | Live in Cottbus '98 - Lançamento:11 de novembro de 2005 - Gravadora: Nuclear Blast - Formato: CD (+DVD) |
| 2012 | Vivus! - Lançamento: 28 de fevereiro de 2012 - Gravadora: Relapse Records - Formato: CD                 |

### Compilações
| Ano  | Detalhes                                                                                      |
| ---- | --------------------------------------------------------------------------------------------- |
| 1992 | Fate: The Best of Death - Lançamento: 1992 - Gravadora: Combat (88561-1119) - Formato: CD, CS |

### Demos
- Death by Metal (demo como Mantas, 1984)
- Live in Tampa (demo ao vivo, 1984)
- Reign of Terror (demo, 1984)
- Live at Ruby's Pub (demo ao vivo, 1985)
- Infernal Death (demo, 1985)
- Rigor Mortis (demo, 1985)
- Back from the Dead (demo, 1985)
- Infernal Live (demo ao vivo, 1985)
- Mutilation (demo, 1986)

### Singles
| Ano  | Música            | Álbum                       |
| ---- | ----------------- | --------------------------- |
| 1993 | "The Philosopher" | Individual Thought Patterns |
| 1995 | "Empty Words"     | Symbolic                    |
| 1998 | "Spirit Crusher"  | The Sound of Perseverance   |

## Vídeos
- Live in Combat Ultimate Revenge 2 (1988)
- Live in Houston (Bootleg, VHS, 04.02.1989)
- Lack of Comprehension (videoclip, 1991)
- The Philosopher (videoclip, 1993)
- Live in Florence (VHS, 10.12.1993)
- Live in Cottbus '98 (1998, Official Bootleg)
- Live in L.A. (Death & Raw) (Official Live, DVD/VHS, 05.12.1998)
- Live in Music Hall (1998, Virus Cable TV)
- Live in Eindhoven (Official Live, DVD), 2001, Nuclear Blast)